# Karl Hocker
Karl-Friedrich Höcker (Engershausen, Preußisch Oldendorf, Alemania; 11 de diciembre de 1911-Alemania, 30 de enero de 2000) fue un SS Obersturmführer (Primer Teniente) y adjunto a Richard Baer, uno de los Comandantes del Campo de concentración de Auschwitz I.

## Juventud
Siendo el más joven de seis hijos, Höcker había nacido en la villa de Engershausen (actualmente un barrio de Preußisch Oldendorf), Renania del Norte-Westfalia, Alemania. Su padre fue un trabajador de la construcción, quien fue muerto en acción durante la Primera Guerra Mundial.
Siguiendo un aprendizaje como empleado bancario, empezó a trabajar en un Banco en Lübbecke, donde renunció por ser un trabajo demasiado rutinario. Después de estar desempleado por dos años y medios, se unió a las SS, en octubre de 1933, con el número de ficha 182.961 y al Partido Nazi en mayo de 1937, con el número de afiliado 4.444.757.

## Vida en las SS
El 16 de noviembre de 1939, quedó incorporado al Regimiento de Infantería número 9, de las SS, con base en Danzig, y en 1940, es nombrado adjunto al Oficial de las SS, Comandante del Campo de concentración de Neuengamme, Martin Weiss. En 1942, Weiss fue también nombrado Oficial Comandante del Campo de concentración de Arbeitsdorf, con Höcker sirviéndole como su adjunto. Antes de ser transferido en mayo de 1943 hacia el Campo de exterminio de Majdanek, nuevamente como adjunto de Weiss, Höcker siguió un curso en la Academia Militar de la SS (Junkerschule), en Braunschweig. Durante el mismo periodo también recibió entrenamiento militar.
En 1943, ejerció plenas funciones como adjunto del Comandante de Majdanek-Lublin durante la "Operación Reinhard", es decir deportaciones masivas y asesinatos. Posteriormente es nombrado Adjunto de Baer, en 1944, quien acababa de ser nombrado Delegado en el Campo de concentración de Auschwitz I, por parte de la Oficina Central de Asuntos Económicos de la SS, según instrucción directa de su jefe directo, Oswald Pohl en Berlín. Höcker permaneció en Auschwitz hasta la evacuación, cuando fue transferido hacia el Campo de concentración de Dora-Mittelbau, junto a Baer. Los dos hombres, administraron el campo hasta la llegada de los Aliados. En ese momento, Höcker utilizó papeles falsos para escapar del campo y evitar ser identificados por los británicos quienes lo detendrían de inmediato.

## Posguerra y Juicio
Höcker se había casado antes de la guerra y había engendrado un hijo y una hija en pleno conflicto bélico, con quienes se reunió después de salir de una breve detención en un Campo de Prisioneros de Guerra en 1946. A principios de la década de 1960, fue detenido por las autoridades de Alemania Occidental en su pueblo natal, donde ejercía funciones de Gerente bancario. Cabe destacar que el Banco lo había reenganchado en sus funciones y promovido a una posición superior de antes de la guerra.
En su juicio en Frankfurt, Höcker negó completamente haber participado en la selección de víctimas de Birkenau o haber ejecutado personalmente a algún detenido. Se logró comprobar que tenía conocimiento de las actividades genocidas del campo, pero no se pudo comprobar que había tenido un papel directo en ellas. En los juicios de la posguerra, Höcker negó totalmente haber participado en los procesos de selección. Mientras las declaraciones de sobrevivientes y otros oficiales de las SS, lo colocaban ahí, no se logró obtener evidencia firme de su participación.
Fue imputado por haber colaborado con palizas a más de 1000 detenidos y sentenciado a 7 años de prisión, no obstante fue liberado en 1970 y pudo regresar a su puesto en el banco, como Jefe de Caja.
Höcker murió en 2000, todavía declarando que no había tenido nada que ver con el Campo de la muerte de Birkenau. Durante su declaración final en el Juicio de Frankfurt, en 1965, dijo: “Solo supe de los eventos en Birkenau, de manera indirecta por la manera y el tiempo que estuve allí... Y no tuve nada que ver con lo que allí ocurría. No tuve influencia o habilidad alguna para influir en esos eventos, ni que hubiera querido. Yo no herí a nadie tampoco nadie resultó muerto en Auschwitz, por mi culpa.” Höcker testificó que nunca puso en pie, en el proceso de selección que se llevaba a cabo en la rampa y ningún sobreviviente pudo señalar el nombre de Höcker entre los presentes de la rampa del campo.

## El Álbum de Auschwitz
El año 2006, un álbum de fotos creado por Höcker, llamó la atención del United States Holocaust Memorial Museum; el álbum recoge varias raras imágenes de la vida de los funcionarios alemanes en Auschwitz, durante los tiempos que el campo permanecía en Operación, incluyendo en algunas fotos al SS Hauptsturmführer (Capitán) Josef Mengele en Auschwitz.
A finales de 2007, las fotografías de Höcker, y varias fotos del Álbum de Auschwitz, fueron analizadas por expertos, con el objeto de determinar si en alguna se podía observar a Höcker en la rampa de tren. En una de ellas se observa un hombre con las mismas dimensiones y aspecto de Höcker, de comprobarse, evidentemente quedaría desvirtuado su testimonio. Las fotografías mostraban un hombre extremadamente similar a Höcker, por el tamaño de su cabeza, la medida de los brazos y el cuerpo incluso con la medida del cuerpo en relación con las rodillas. Estas medidas fueron adaptadas a un software especial con toda la información relacionada al personal de Auschwitz. Esto permitió en escala 3 D, un estudio cierto del peso de los hombres que fueron fotografiados en la rampa. Un hombre desconocido del mismo peso y medidas que Höcker, fue detectado en este sitio, sin embargo los expertos concluyeron que éste desconocido era Karl Höcker. No obstante, este desconocido estaba uniformado como un SS Oberscharführer en lugar de un SS Obersturmführer como era Höcker. El que haya estado uniformado con otra jerarquía es poco probable debido a las restricciones militares inherentes a la SS.